# Portal (gruppo musicale)
I Portal sono un gruppo heavy metal australiano, il cui stile fonde death metal, black metal, dark ambient e musica sperimentale. Lo stile musicale ibrido della band è caratterizzato da riff di chitarra fortemente distorti, ritmi decaduti e voci che vanno da minacciosi echi ai growl e scream.
Scrivendo per PopMatters, il giornalista musicale Adrien Begrand ha osservato che "il death metal finge sempre di essere spaventoso, ma [...] è tutto sostanzialmente innocuo. Detto questo, tuttavia, non sbaglio nel dire che il death metal diffuso dagli australiani Portal è davvero spaventoso "terrificante". Il chitarrista della band Horror Illogium ha descritto l'intento dei Portal come "catturare un ambito horror cinematografico". Fino ad oggi hanno pubblicato sette album completi, oltre a numerosi EP e uscite separate.

## Stile musicale
Le principali influenze musicali dei Portal sono state i Morbid Angel, i Beherit e gli Immolation. Per descrivere lo stile della band, sulla rivista Decibel fu scritto: "Se i Morbid Angel e i Gorguts avessero dato alla luce un bambino espressionista tedesco, quella creatura empia sarebbe Portal." 
La band è stata elogiata per la sua "atmosfera infernale"  e la sua interpretazione "distante e oscura"  del death metal. Denise Falzon, scrivendo per Exclaim!, ha descritto l'EP di Portal nel 2004, The Sweyy, come "estremamente crudo [...] con riff di chitarra fortemente distorti che aiutano l'atmosfera generale caotica e apocalittica dell'album".
Lo stile della band è stato anche definito orientato alla "dissonanza costante", alle "composizioni sporadiche" e ai "temi astratti". Tuttavia, il chitarrista principale Horror Illogium ha contestato l'idea che il cantautorato della band manchi di struttura: "Stiamo davvero facendo canzoni, sebbene le nostre strutture siano insolite. Sono costruiti con una grande quantità di scrutinio artistico e ossessivo [. . . ] Un manicomio è una struttura; le nostre canzoni possono essere viste come strutture che ospitano elementi folli ".
Alla domanda se l'esplorazione della musica estrema da parte di Portal potesse eventualmente andare oltre lo scopo del death metal, Horror Illogium ha risposto che: 
Mentre alcuni critici hanno notato una "mancanza di qualità di produzione" e "suono non raffinato e oscuro" negli album di Portal, Horror Illogium ha ribattuto che la band trascorre molto tempo consapevolmente "esplorando diverse apparecchiature per i toni della chitarra con articolazione e sporcizia sufficienti ". Affermando che "ci sono solo così tante frequenze che possono condividere uno spazio", ha indicato che l'approccio dei Portal prevedeva di trovare "un equilibrio per consentire agli strumenti di fuoriuscire ed esplodere quando necessario. Ciò fornirà un panorama sonoro più dettagliato e accentuerà l'impatto e la profondità di alcune sezioni della musica ".

## Identità
I membri della band mantengono nascoste le loro identità e usano nomi d'arte . I loro costumi sono composti da maschere e tute, tranne per il cantante The Curator, che indossa un copricapo che si adatta al tema dell'ultimo album, come "un enorme cappello da mago sbrindellato che gli oscura il viso" nel caso di Seepia.
L'idea di questi costumi è stata sviluppata da The Curator e Horror Illogium, ispirati alla moda degli anni '20 e alle immagini create dall'attore Lon Chaney Sr. in alcuni dei suoi ruoli dell'era del cinema muto che, secondo Horror Illogium, era la figura ideale che la band voleva interpretare. Il chitarrista principale della band, Horror Illogium, ha osservato che "l'anonimato non è mai stato il modus operandi. È la sensazione a cui noi stessi siamo sottoposti, loro (i costumi e i nomi delle scene) servono come navi per la nostra fuga ".

## Temi trattati
La band cita come ispirazione per i suoi temi le entità menzionate da Lovecraft nel Ciclo di Cthulhu, come Nyarlathotep, Yog-Sothoth, Azathoth e Cthulhu . Il chitarrista Horror Illogium affermò che Lovecraft era poco più che una fonte di ispirazione nei loro primi giorni, e da allora hanno sviluppato il loro mito. Allo stesso modo The Curator ha affermato che "Portal non è una band lovecraftiana. Ci siamo ispirati ai miti di Lovecraft solo nella nostra infanzia e avevamo temi di riferimento su diverse tracce."  I Portal hanno definito questi loro miti personali come l'Olde Guarde, la loro "setta" secondo l'intervista, che promuove idee sulla Vint-Age, che è l'uso da parte del portale di riferimenti a vecchia tecnologia, scritti esoterici e cultura vittoriana / edoardiana.

## Formazione

### Formazione attuale
- The Curator - voce (1994-oggi)
- Horror Illogium - chitarra solista (1994-oggi)
- Aphotic Mote - chitarra ritmica (2003-oggi)
- Ignis Fatuus - batteria (2007-oggi)
- Omenous Fugue - basso (2009-oggi)

### Ex componenti
- Werm - basso (2002–2005)
- Mephitic - batteria (2002–2005)
- Altrove - basso (2006)
- Monocular - batteria (2006)
- Phathom Conspicuous - basso (2007–2008)

## Discografia

### Album in studio
- Seepia (2003)
- Outré (2007)
- Swarth (2009)
- Vexovoid (2013)
- Ion (2018)
- Avow (2021)

### EP
- The End Mills (2002)
- The Sweyy (2004)

### Demo
- Portal (1998)
- Lurker at the Threshold (2006)